# Universidad Amílcar Cabral
La Universidad Amílcar Cabral (en portugués: Universidade Amílcar Cabral) es una institución pública de educación superior de Guinea-Bissau. Es la única universidad pública del país.
La universidad fue llamada así en homenaje a Amílcar Cabral, considerado el "padre" de la independencia del país.
La biblioteca de la universidad es la Biblioteca Nacional de Guinea-Bisáu.

## Historia
Fundada en 1999 con la misión de federar las diversas instituciones principales de la nación, se cerró abruptamente en 2008; A partir de 2010, se sometió a una importante reestructuración, que culminó con la reanudación de sus actividades en 2013, con el nombramiento de su nuevo órgano administrativo.

## Facultades
En 2020, el sistema federativo de la UAC consistía en la Facultad de Derecho, la Facultad de Humanidades y la Facultad de Medicina, además de la Escuela Nacional de Administración y la Escuela Superior de Educación de Guinea-Bissau.